# Epigynopteryx ansorgei
Epigynopteryx ansorgei là một loài bướm đêm trong họ Geometridae.